# Prinz (cráter)

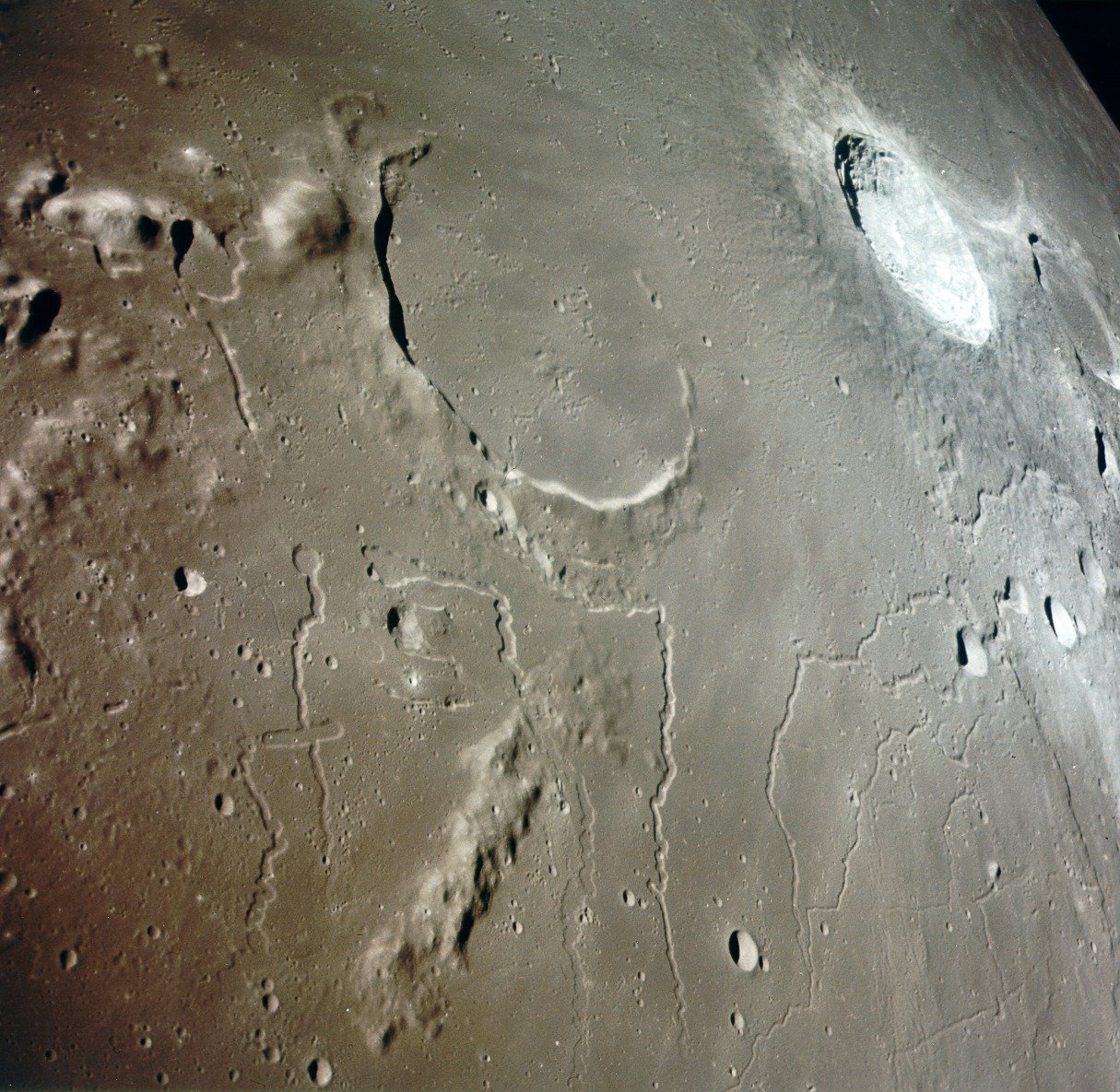
Fotografía de la misión Apolo 15

Prinz son los restos inundados de lava de un cráter de impacto lunar en el Oceanus Procellarum. La formación se encuentra al suroeste del destacado cráter Aristarchus. Hacia el norte-noreste se encuentra el cráter inundado Krieger.
|  |  |

El borde de Prinz está menos afectado en su mitad noreste, mientras que presenta una gran brecha en el extremo sur de la pared del cráter. El brocal se eleva a una altura máxima de 1,0 km por encima de la base. En el borde oriental está unido a una cresta baja que forma parte de las estribaciones de la pequeña cordillera denominada Montes Harbinger al noreste. La región del mare sobre Prinz está marcada por un sistema de marcas radiales y los cráteres secundarios de Aristarco.

## Rimae Prinz
Justo al norte de Prinz se localiza un sistema de grietas denominado Rimae Prinz. Con un perfil sinuoso, se extienden hasta 80 kilómetros. El pequeño cráter Vera se halla tan solo a un par de kilómetros al norte del borde de Prinz, siendo el origen de una de estas rimas. Dentro del mismo complejo de grietas se halla el pequeño cráter Ivan. El cráter Vera fue identificado previamente como Prinz A, e Ivan como Prinz B, antes de que se les asignaran sus nuevos nombres por la UAI.
|        | \| Cráter \| Coordenadas \| Diámetro \| Origen del nombre \| \| ------ \| ----------------------------- \| -------- \| ---------------------- \| \| Ivan \| 26°54′N 43°18′O / 26.9, -43.3 \| 4 km \| Nombre masculino ruso \| \| Vera \| 26°18′N 43°42′O / 26.3, -43.7 \| 2 km \| Nombre femenino latino \| |          |                        |
| Cráter | Coordenadas | Diámetro | Origen del nombre      |
| Ivan   | 26°54′N 43°18′O / 26.9, -43.3 | 4 km     | Nombre masculino ruso  |
| Vera   | 26°18′N 43°42′O / 26.3, -43.7 | 2 km     | Nombre femenino latino |

Al noroeste se halla otro sistema distinto de grietas, designado Rimae Aristarco.